# Ying'ebu Shuiku
Ying'ebu Shuiku är en reservoar i Kina. Den ligger i provinsen Jilin, i den nordöstra delen av landet, omkring 240 kilometer söder om provinshuvudstaden Changchun. Ying'ebu Shuiku ligger 458 meter över havet. Arean är 1,3 kvadratkilometer. Omgivningarna runt Ying'ebu Shuiku är en mosaik av jordbruksmark och naturlig växtlighet. Den sträcker sig 3,1 kilometer i nord-sydlig riktning, och 1,9 kilometer i öst-västlig riktning.
Genomsnittlig årsnederbörd är 1 154 millimeter. Den regnigaste månaden är juli, med i genomsnitt 321 mm nederbörd, och den torraste är januari, med 9 mm nederbörd.